# Kruszowice
Kruszowice (niem. Kunzendorf) – wieś w Polsce położona w województwie dolnośląskim, w powiecie oleśnickim, w gminie Bierutów.

## Położenie i nazwa
Wieś ulicówka, niegdyś z zespołem folwarczym, położona 3 km na południowy zachód od Bierutowa. Dawniej pod nazwą Kunzendorf.

## Podział administracyjny
W latach 1954–1961 wieś należała i była siedzibą władz gromady Kruszowice, po jej zniesieniu w gromadzie Miłocice. W latach 1975–1998 miejscowość administracyjnie należała do województwa wrocławskiego.